# Gannibal
Gannibal (ガンにバル, Gan'nibaru) est un seinen manga de Masaaki Ninomiya, prépublié dans le magazine Weekly Manga Goraku entre octobre 2018 et décembre 2021 et publié par l'éditeur Nihon Bungeisha en un total de 13 volumes reliés. La version française est éditée par Meian.
Une adaptation en drama est diffusée sur Disney+ à partir du 28 décembre 2022. La deuxième saison est diffusée à partir du 19 mars 2025 sur la plateforme.

## Synopsis
Daigo Agawa, agent de police, est muté dans le petit village campagnard de Kuge. Alors qu'il vient d'arriver, il doit faire face à une macabre découverte : celle du cadavre d'une femme, complètement défiguré. Les hypothèses fusent. Qu'a-t-il pu lui arriver ? Il y a bien cette rumeur mais… Doit-il y croire ?

## Personnages

### Famille Agawa
- Daigo Agawa (阿川大悟, Agawa Daigo?)
- Yuki Agawa (阿川有希, Agawa Yuki?)
- Mashiro Agawa (阿川ましろ, Agawa Mashiro?)

### Famille Gotō
- Keisuke Gotō (後藤恵介, Gotō Keisuke?)
- Yōsuke Gotō (後藤洋介, Gotō Yōsuke?)
- Iwao Gotō (後藤岩男, Gotō Iwao?)
- Makoto Gotō (後藤真, Gotō Makoto?)
- Ryuji Gotō (後藤龍二, Gotō Ryuji?)
- Mutsuo Gotō (後藤睦夫, Gotō Mutsuo?)
- Taichi Gotō (後藤太一, Gotō Taichi?)
- Yoji Gotō (後藤陽二, Gotō Yoji?)
- Kiyoshi Gotō (後藤清, Gotō Kiyoshi?)
- Blue Gotō (後藤藍, Gotō Blue?)
- Gin Gotō (後藤銀, Gotō Gin?)
- Cette personne (あの人, Ano hito?)

### Villageois de Kuuhana
- Munechika Kamiyama (神山宗近, Kamiyama Munechika?)
- Masamune Kamiyama (神山正宗, Kamiyama Masamune?)
- Sabu Yamaguchi (山口さぶ, Yamaguchi Sabu?)
- Kanako Yamaguchi (山口加奈子, Yamaguchi Kanako?)
- Jin Ueda (上田仁, Ueda Hitoshi?)
- Kunihisa Nishimura (西村邦寿, Nishimura Kunihisa?)
- Takeru Kawaguchi (河口尊, Kawaguchi Takeru?)

### Personnel de police
- Osamu Kanō (狩野治, Kanō Osamu?)
- Tsuyoshi Yamabushi  (山伏剛, Yamabushi Tsuyoshi?)
- Chef (署長, Shochō?)
- Gō Kanamaru (金丸豪, Kanamaru Gō?)
- Megumi Sendō (千堂恵, Sendō Megumi?)
- Yoshimune Kamiyama (神山吉宗, Yoshimune Kamiyama?)
- Shīna Susumu (椎名進, Susumu Shīna?)
- Shinji Kikuta (菊田真治, Kikuta Shinji?)
- Yachiyo (八千代, Yachiyo?)

### Autres
- Sachiko Kanō (狩野幸子, Kanō Sachiko?)
- Hajime Nakamura (中村一, Nakamura Hajime?)
- Manabu Utada (宇多田学, Utada Manabu?)
- Tsubasa Konno (今野翼, Konno Tsubasa?)
- Kyōsuke Terayama (寺山京介, Terayama Kyōsuke?)

## Manga
Gannibal est un manga scénarisé et dessiné par Masaaki Ninomiya. Il commence sa prépublication dans le no 19 du magazine Weekly Manga Goraku le 18 décembre 2018. La série est publiée en volumes reliés par l'éditeur Nihon Bungeisha avec un premier tome sorti le 18 février 2019.
En juillet 2021, à l'occasion de la sortie du 11e volume, l'auteur annonce que la série approche de sa fin. En septembre 2021, l'auteur annonce que la prépublication du dernier volume de la série commencera le 5 octobre 2021. Le 13e et dernier volume sort le 28 février 2022.
À l'occasion de l'annonce de la diffusion du drama, un chapitre spécial est publié dans le numéro du 30 décembre 2022 du Weekly Manga Goraku, sorti le 16 décembre 2022.
La version française est annoncée chez l'éditeur Meian avec un premier volume sorti le 29 juillet 2020 et le 13e et dernier volume sorti le 10 août 2023.

### Liste des volumes
| no | Japonais         | Japonais          | Français         | Français          |
| no | Date de sortie   | ISBN              | Date de sortie   | ISBN              |
| -- | ---------------- | ----------------- | ---------------- | ----------------- |
| 1  | 18 février 2019  | 978-4-537-13881-8 | 29 juillet 2020  | 978-2-36877-925-5 |
| 2  | 20 mai 2019      | 978-4-537-13924-2 | 16 octobre 2020  | 978-2-36877-926-2 |
| 3  | 19 août 2019     | 978-4-537-13969-3 | 17 décembre 2020 | 978-2-36877-927-9 |
| 4  | 18 novembre 2019 | 978-4-537-14174-0 | 24 février 2021  | 978-2-36877-928-6 |
| 5  | 29 janvier 2020  | 978-4-537-14195-5 | 21 mai 2021      | 978-2-36877-929-3 |
| 6  | 20 avril 2020    | 978-4-537-14233-4 | 10 août 2021     | 978-2-36877-930-9 |
| 7  | 9 juillet 2020   | 978-4-537-14260-0 | 18 novembre 2021 | 978-2-36877-931-6 |
| 8  | 9 octobre 2020   | 978-4-537-14292-1 | 23 février 2022  | 978-2-36877-932-3 |
| 9  | 9 janvier 2021   | 978-4-537-14327-0 | 31 mai 2022      | 978-2-36877-932-3 |
| 10 | 8 avril 2021     | 978-4-537-14362-1 | 22 juillet 2022  | 978-2-36877-934-7 |
| 11 | 16 juillet 2021  | 978-4-537-14388-1 | 9 décembre 2022  | 978-2-38275-398-9 |
| 12 | 18 novembre 2021 | 978-4-537-14434-5 | 10 mars 2023     | 978-2-38275-399-6 |
| 13 | 28 février 2022  | 978-4-537-14465-9 | 10 août 2023     | 978-2-38275-400-9 |

## Adaptation télévisuelle

Logo original du drama.

En octobre 2022, il est annoncé que le manga sera adapté en drama réalisé par Shinzo Katayama et scénarisé par Takayoshi Oe, avec Yūya Yagira dans le rôle de Daigo.
La série est diffusée en exclusivité sur Disney+ au Japon avec la sortie simultanée des deux premiers épisodes le 28 décembre 2022,,, qui sont également diffusés le 1er novembre 2022 en avant-première lors du 35e Festival international du film de Tokyo dans la catégorie « série TIFF ».
La série est diffusée à l'international sur la plateforme Star de Disney+ et aux États-Unis sur Hulu.
Le 21 septembre 2023, une deuxième saison est annoncée.

## Accueil
Le 10e tome de la série est sélectionné en compétition officielle du Festival d'Angoulême 2023.